# Resolució 192 del Consell de Seguretat de les Nacions Unides
La Resolució 192 del Consell de Seguretat de les Nacions Unides, aprovada per unanimitat el 20 de juny de 1964, després d'un informe del Secretari General de les Nacions Unides sobre la Força de les Nacions Unides pel Manteniment de la Pau a Xipre, el Consell va reafirmar resolucions Resolució 186 i Resolució 187 del Consell de Seguretat de les Nacions Unides i va ampliar l'estacionament de la Força per un període addicional de 3 mesos, que finalitzaria el 26 de setembre de 1964.